# San Cristóbal (Bogotá)
San Cristóbal es la localidad número 4 del Distrito Capital de Bogotá. Se encuentra ubicada al suroriente de la ciudad, incluyendo una parte urbana y una extensión rural en los Cerros Orientales. Tiene una población de 387.736 habitantes.

## Toponimia
La localidad debe su nombre a Cristóbal de Licia, un mártir romano ejecutado durante el reinado del emperador Decio.

## Geografía física

### Clima
El clima en esta parte de la ciudad suele ser el mismo de todo el Distrito, con una temperatura promedio de 17 °C aunque en sus zonas más altas no suele superar los 10 °C durante la época invernal.

### Topografía
La topografía es irregular, plana hacia el occidente pero pendientes de entre 20° y 40° comienzan a surgir hacia el oriente. El cerro de Guadalupe tiene sus faldas allí; muchas de las calles suelen ser empinadas y hay alto riesgo de deslizamiento.

### Hidrografía
En la localidad de San Cristóbal se encuentra el nacimiento del río San Cristóbal, el cual kilómetros más adelante, cambia su nombre a río Fucha, en donde se registra la presencia de 67 especies de avifauna (1464 individuos).

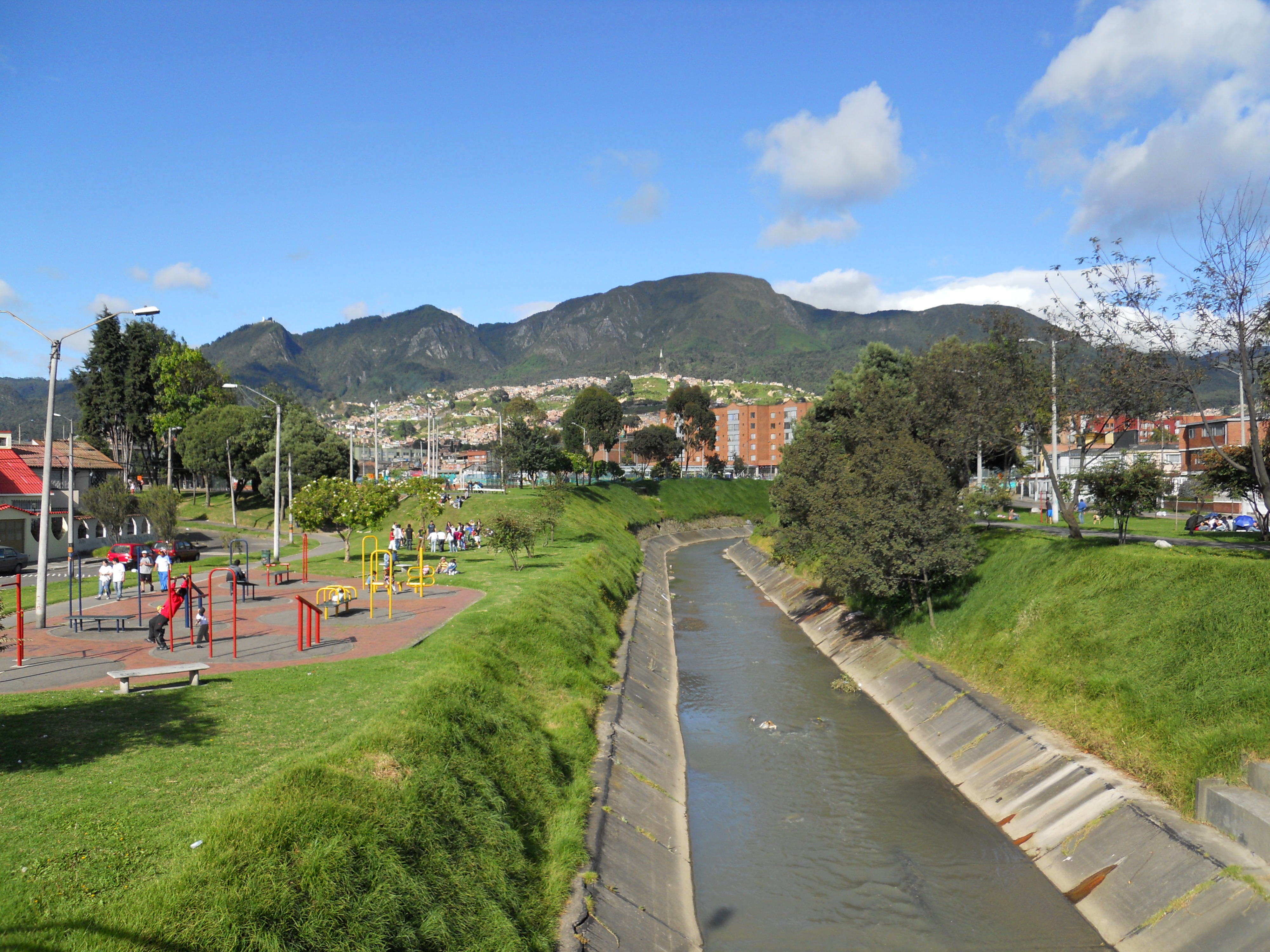
Río Fucha.

## Historia
Habitada desde tiempos precolombinos, la totalidad de su territorio fue rural, concentrándose su población actual por el valle del río Fucha a manera de haciendas, mientras que la urbanización provenía de la erección de barrios provenientes de la actual localidad de Santa Fe, como Villa Javier, Vitelma, San Cristóbal Sur y San Blas, en dirección al sur, que se acrecentaría posteriormente entre las décadas de 1940 y 1980. Desde el siglo XIX se discutía cómo conectar a San Cristóbal con el centro de Bogotá, para lo que se pensó un trazado de tranvía, que finalmente se hizo para Chapinero.
En la localidad funcionó la fábrica de municiones y, posteriormente, el Hospital Militar Central de Bogotá, desde 1937 y hasta mediados del siglo XX. Además, durante todo el siglo XX fueron explotadas canteras en los Cerros Orientales.
Los actuales pobladores, incluyendo grupos indígenas, descienden de inmigrantes provenientes de otras regiones del país en busca de oportunidades económicas debido a los conflictos que aún padece el territorio colombiano. En 1991 con la elevación de Distrito Especial a Distrito Capital en Bogotá por la constitución de 1991, el territorio de San Cristóbal se convirtió en localidad.

## Política local
El gobierno local se compone de la Junta Administradora Local y el Alcalde local (designado mediante terna por el Alcalde Mayor). Al ser parte del Distrito Capital, todas las entidades y corporaciones de orden distrital tienen jurisdicción en la localidad. La alcaldía se encuentra ubicada en la Avenida 1 de Mayo No. 1 - 40 Sur.
| Partido            | Partido | Escaños |
| ------------------ | ------- | ------- |
|                    | PH      | 3/11    |
|                    | PL      | 2/11    |
|                    | NL/EM   | 2/11    |
|                    | AV      | 2/11    |
|                    | CR/M    | 1/11    |
| Centro Democrático | CD      | 1/11    |
| Centro Democrático |         |         |

## Geografía humana

### Organización territorial
La localidad de San Cristóbal está dividida en dos Unidades de Planeamiento Local (UPL). A su vez, estas unidades están divididas en barrios, como vemos aquí:
| UPL           | Barrios |
| ------------- | --- |
| San Cristóbal | Aguas Claras, Altos del Zipa, Amapolas, Amapolas II, Balcón de La Castaña, Bella Vista Sector Lucero, Bellavista Parte Baja, Bellavista Sur, Bosque de Los Alpes, Buenavista Suroriental, Camino Viejo San Cristóbal, Cerros de San Vicente, Ciudad de Londres, Corinto, El Balcón de La Castaña, El Futuro, El Ramajal, El Ramajal (San Pedro), Gran Colombia (Molinos de Oriente), Horacio Orjuela, La Castaña, La Cecilia, La Gran Colombia, La Herradura, La Joyita Centro (Bello Horizonte), La Playa, La Roca, La Sagrada Familia, Las Acacias, Las Columnas, Las Mercedes, Laureles Sur Oriental II Sector, Los Alpes, Los Alpes Futuro, Los Arrayanes Sector Santa Inés, La Roca, Los Laureles Sur Oriental I Sector, Macarena Los Alpes, Manantial, Manila, Miraflores, Molinos de Oriente, Montecarlo, Nueva España, Nueva España Parte Alta, Ramajal, Rincón de La Victoria-Bellavista, Sagrada Familia, San Blas, San Blas (parcelas), San Blas II Sector, San Cristóbal Alto, San Cristóbal Viejo, San Pedro Sur Oriental, San Vicente, San Vicente Alto, San Vicente Bajo, San Vicente Sur Oriental, Santa Inés, Santa Inés Sur, Terrazas de Oriente, Triángulo, Triángulo Alto, Triángulo Bajo, Vereda Altos de San Blas, Vitelma. |
| San Cristóbal | Golconda, Primero de Mayo, Buenos Aires, Calvo Sur, La María, Las Brisas, Los Dos Leones, Modelo Sur, Nariño Sur, Quinta Ramos, República de Venezuela, San Cristóbal Sur, San Javier, Santa Ana, Santa Ana Sur, Sosiego, Velódromo, Villa Albania, Villa Javier. |
| San Cristóbal | o Atenas, Atenas I, Ayacucho, Barcelona, Barcelona Sur, Barcelona Sur Oriental, Bello Horizonte, Bello Horizonte III Sector, Córdoba, El Ángulo, El Encanto, Granada Sur, Granada Sur III Sector, La Joyita, La Serafina, Managua, Montebello, San Isidro, San Isidro I y II, San Isidro Sur, San Luis, Sur América, Villa de Los Alpes, Villa de Los Alpes I, Villa Nataly y Veinte de Julio. |
| San Cristóbal | Altamira, Altamira Chiquita, Altos del Poblado, Altos del Virrey, Altos del Zuque, Bellavista Parte Alta, El Pilar, Bellavista Sur Oriental, Buenos Aires, Ciudadela Santa Rosa, El Quindío, El Recodo-República de Canadá, El Rodeo, La Colmena, La Gloria, La Gloria Baja, La Gloria MZ 11, La Gloria Occidental, La Gloria Oriental, La Gloria San Miguel, La Grovana, La Victoria, La Victoria II Sector, La Victoria III Sector, La Ye, Las Gaviotas, Las Guacamayas, Las Guacamayas I, II y III, Malvinas, Miraflores, Moralba, Panorama, Paseito III, Puente Colorado, Quindío, Quindío I y II, San José, San José Oriental, San José Sur Oriental, San Martín de Loba I y II, San Martín Sur y San Miguel. |
| Entrenubes    | Antioquia, Canadá La Guirá, Canadá La Guirá II Sector, Canadá-San Luis, Chiguaza, Ciudad de Londres, El Paraíso, El Pinar (República del Canadá II), El Triunfo, Juan Rey (La Paz), La Belleza, La Nueva Gloria, La Nueva Gloria II Sector, La Península, La Sierra, Los Libertadores, Los Libertadores Sector El Tesoro, Los Libertadores Sector La Colina, Los Libertadores Sector San Ignacio, Los Libertadores Sector San Isidro, Los Libertadores Sector San José, Los Libertadores Sector San Luis, Los Libertadores Sector San Miguel, Los Libertadores Bosque Diamante Triángulo, Los Pinares, Los Pinos, Los Puentes, Nueva Delhi, Nueva Gloria, Nueva Roma, Nuevas Malvinas (El Triunfo), República del Canadá, República del Canadá-El Pinar, San Jacinto, San Manuel, San Rafael Sur Oriental, San Rafael Usme, Santa Rita I, II y III, Santa Rita Sur Oriental, Valparaíso, Villa Angélica-Canadá-La Guirá, Villa Aurora, Villa del Cerro, Villabell, Yomasa, Villa Angélica, El Paraíso Sur Oriental I Sector, Juan Rey I y II, Villa Begonia. |

### Vías
El principal acceso hacia la localidad de San Cristóbal se da través de la Calle 22 Sur, conocida como Avenida Primero de Mayo. Otros accesos son la Calle 11 Sur, la Carretera de Oriente, muy importante desde los barrios del suroriente de la ciudad y que conecta con la Autopista al Llano, además por la Carrera Décima desde el sur, y por la prolongación de la avenida Circunvalar hacia el sur a través de los cerros por el barrio Vitelma. En la localidad predomina el transporte mediante bus urbano.

### Transporte público

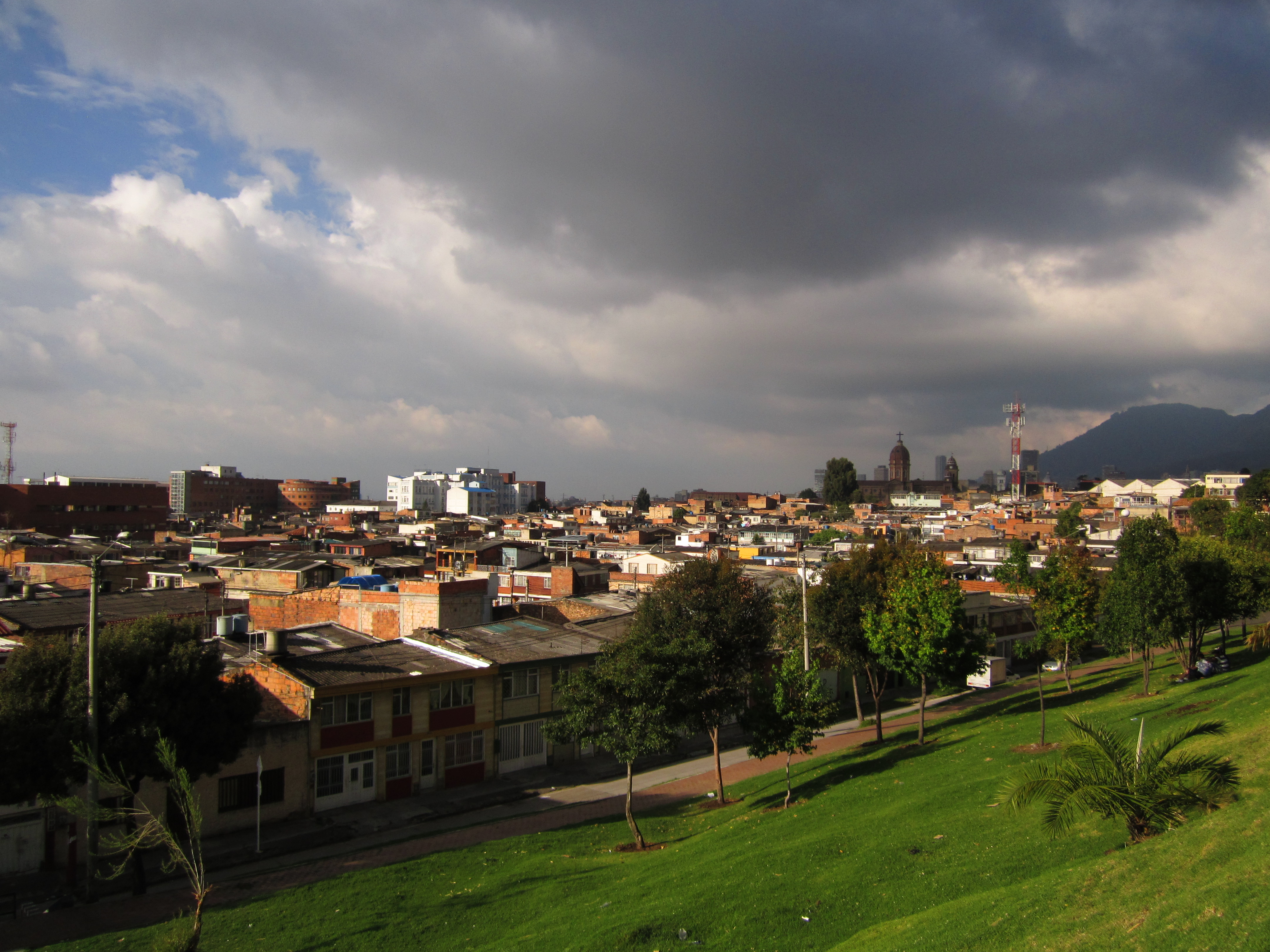
Vista del barrio Calvo Sur y a la derecha la Parroquia Nuestra Señora del Carmen - Las Cruces

Con la construcción de la Fase III de TransMilenio, la localidad de San Cristóbal quedó cubierta con la Carrera Décima, y con servicios alimentadores y Complementarios. Las estaciones que benefician directamente a la localidad de San Cristóbal (la mayoría en su borde Occidental) son: Portal 20 de Julio, Country Sur, Avenida Primero de Mayo, Ciudad Jardín - Universidad Antonio Nariño y Policarpa. Actualmente, desde el Portal 20 de Julio parten servicios alimentadores con destinos: Juan Rey, Península, Altamira, Tihuaque, Villa del Cerro y Los Libertadores. En el marco del SITP, la localidad de San Cristóbal quedó cubierta en su totalidad con la Zona 13 San Cristóbal, operada por Consorcio Express S.A.S.

#### Alimentadores

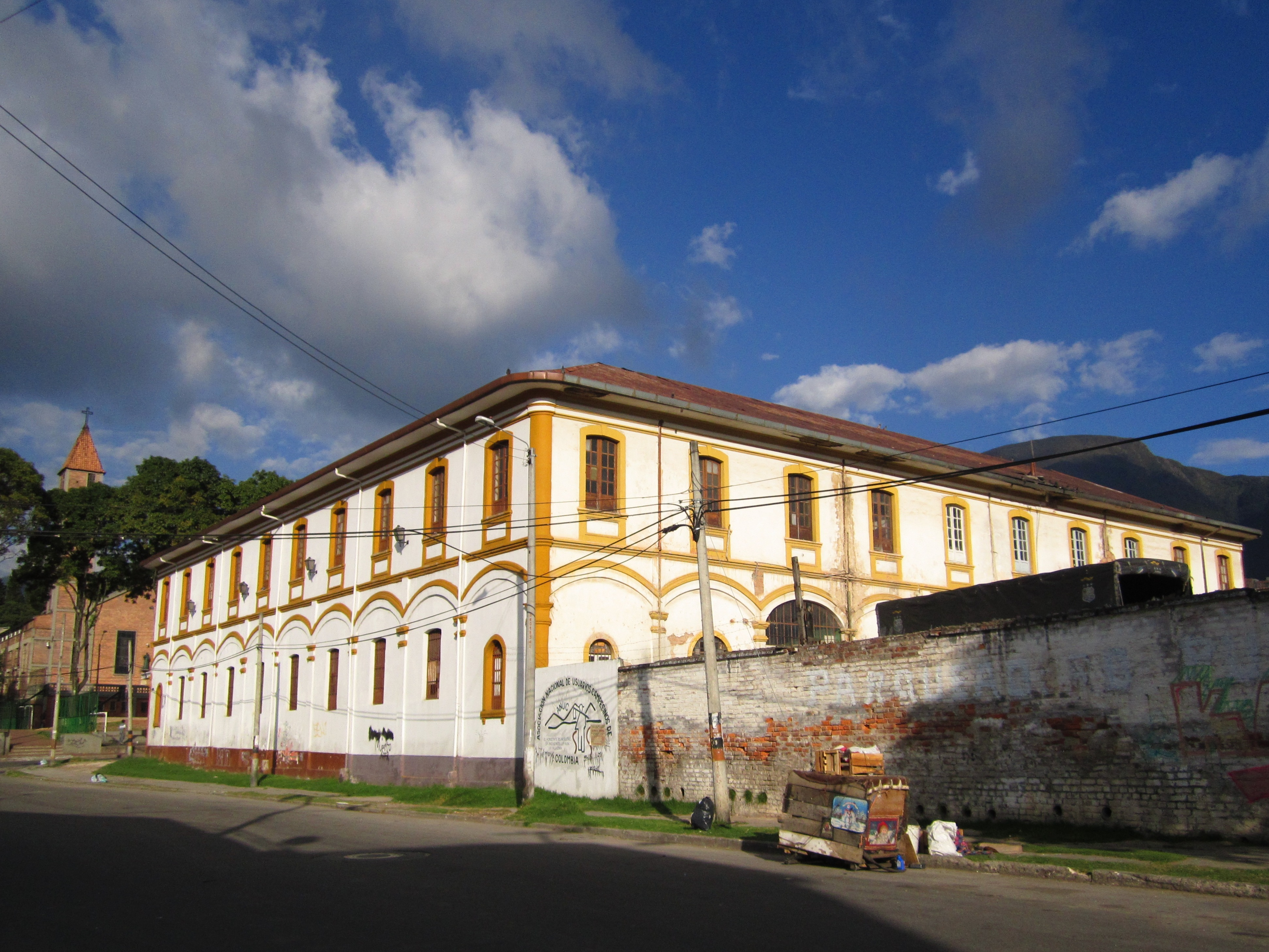
Sede de la Asociación Nacional de Usuarios Campesinos de Colombia, en el barrio Villa Javier.

Las rutas alimentadoras de TransMilenio que cubren la mayor parte de la localidad de San Cristóbal:
 Portal 20 de Julio
- 13-6 Juan Rey
- 13-7 Península
- 13-8 Altamira
- 13-9 Tihuaque
- 13-10 Villa del Cerro
- 13-12 Libertadores

#### Servicio urbano
- Ruta 111 (Gaviotas - Metrovivienda)
- Ruta 114A (Altos Del Zuque - Paloquemao)
- Ruta 117 (Libertadores - San Bernardino Potreritos)
- Ruta 139 (Juan Rey - Bosa San José)
- Ruta 13-8 (Altamira - Portal 20 de Julio)
- Ruta 148 ( Doña Liliana- Villa Teresita)
- Ruta 228 (Aguas Claras - Villa Teresita)
- Ruta 256 (Tihuaque - Ricaurte)
- Ruta 540 (San Vicente - Bachue)
- Ruta 580 (Estación Bicentenario - Bosa San Diego)
- Ruta 624 (20 De Julio - Verbenal Del Sur)
- Ruta 738 (San Cristóbal Sur - Jazmin Occidental)
- Ruta 740 (Canada Guira - Engativa La Tortigua)
- Ruta 786 (Diana Turbay Los Puentes - Metrovivienda)
- Ruta C110 (Bello Horizonte - Bosa San José)
- Ruta C120 (Gaviotas - Villas De Granada)
- Ruta N16 (Avenida 1.º de Mayo - Gaviotas)
- Ruta P3 (Canada Guira - San Bernardino Potreritos)
- Ruta P7 (Pinares - Porvenir)
- Ruta L807 (San Blas - Bosa Carbonell)
- Ruta P24 (San Blas - Bosa San José)
- Ruta P62 (Los Alpes - Bosa Santa Fe)
- Ruta SE6 (La Roca - Villa Gladys)

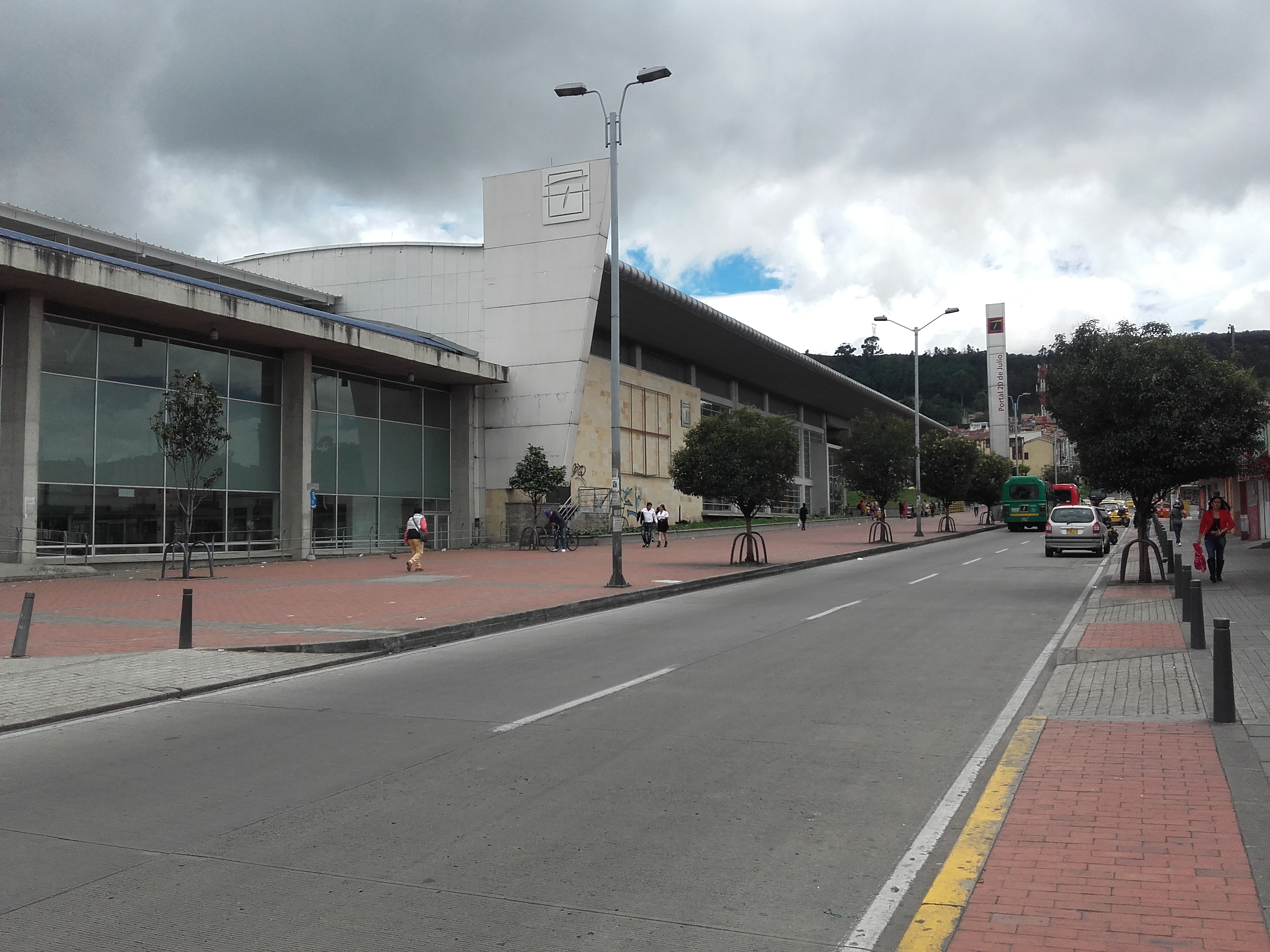
Portal 20 de Julio de TransMilenio.

- Portal 20 de Julio de TransMilenio.Ruta T13 (Hospital San Blas - Villa Cindy)
- Ruta T14-7 (Estación Avenida 1.º de Mayo - Estación Bicentenario)
- Ruta T27 (Bello Horizonte - Estación Avenida 1.º de Mayo)
- Ruta T30A (Doña Liliana - Patio Bonito)
- Ruta T30B (Tihuaque - Patio Bonito)
- Ruta T43 (Gaviotas - Museo Nacional)Estación Policarpa, en la carrera Décima.

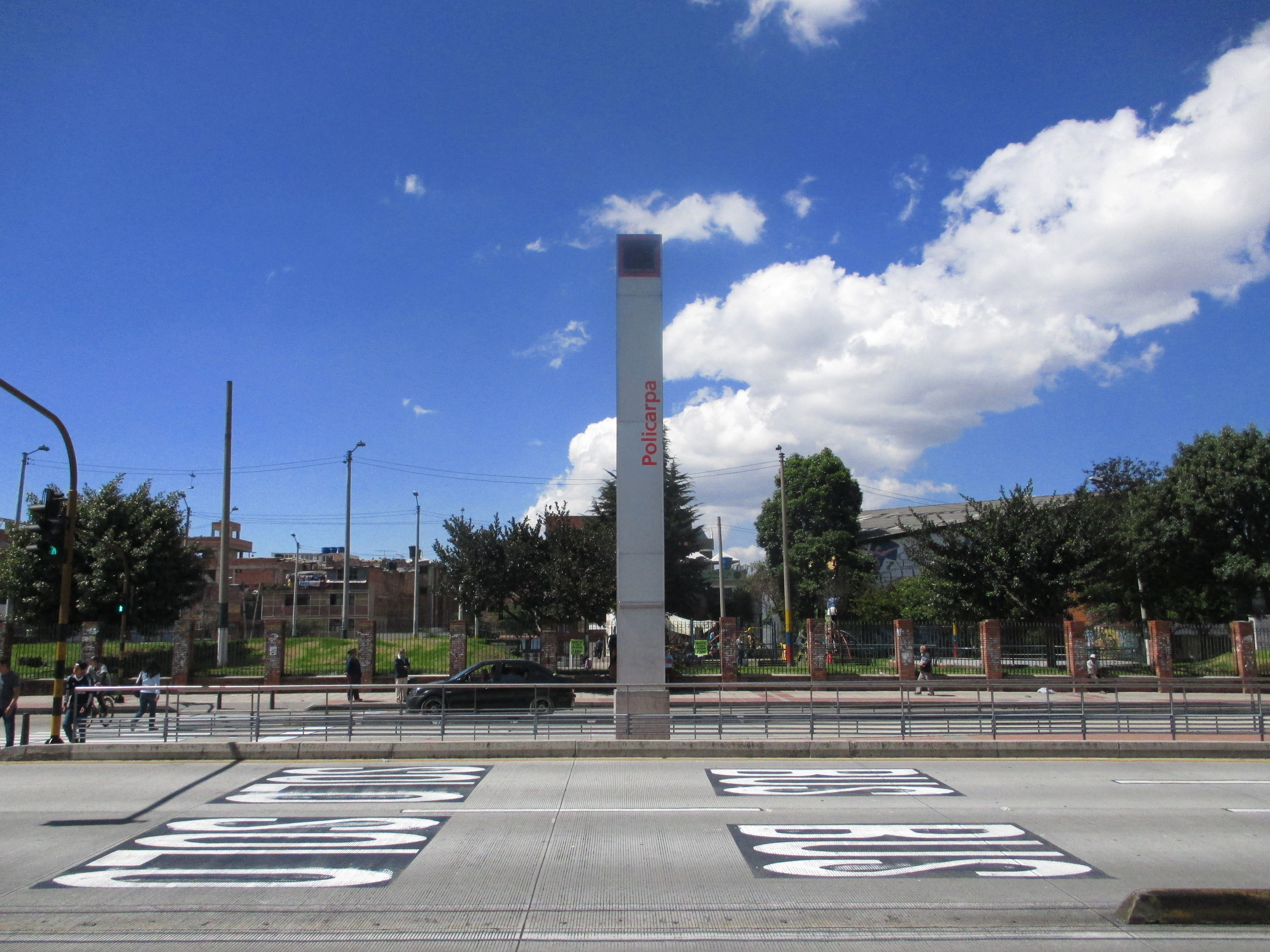
Estación Policarpa, en la carrera Décima.

#### Servicio complementario
- Ruta 15-3 Horacio Orjuela
- Ruta 15-4 Ramajal
- Ruta 15-5 La María

#### Servicio especial
- Ruta T07 Sidel

### Economía
Entre sus residentes predomina el estrato socioeconómico 1, 2 y 3 donde la mayoría de las personas viven en la pobreza.

## Cultura y educación

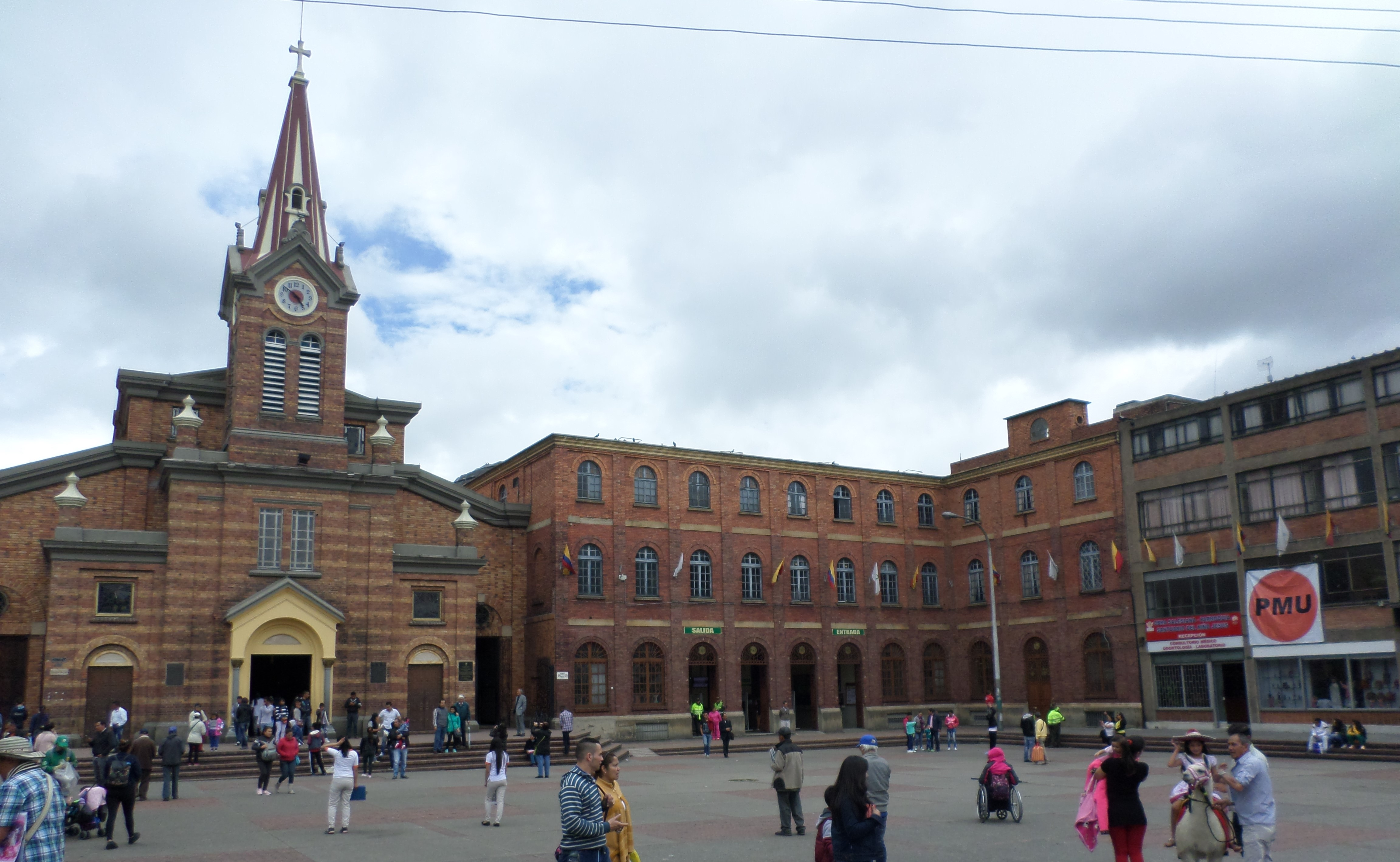
Parroquia Santuario del Divino Niño del 20 de Julio.

### Sitios de interés
- Biblioteca Pública La Victoria, de BibloRed[19]
- Parroquia Santuario del Divino Niño del 20 de Julio[20][21]
- Unidad de Vivienda Jesús María Marulanda

### Oferta educativa
Para 2015, la oferta educativa en la localidad era dada por 113 colegios oficiales y privados, con la siguiente distribución:
- 77 colegios privados
- 33 colegios públicos
- 2 colegios en concesión[22][23][24][25][26][27][28][29][30]

## Deporte
- Parque Metropolitano San Cristóbal
- Parque Urbano Recreativo de San Cristóbal
- Parque de Gaitán Cortés
- Parque natural Entrenubes (Barrio Juan Rey y compartido con la localidad de Usme)
- Velódromo Primero de Mayo